# Tisza László (főjegyző)
Borosjenői Tisza László (Geszt, 1765. október 22.  – Nagyvárad, 1831. október 4.) császári és királyi kamarás, földbirtokos, Bihar vármegye főjegyzője és országgyűlési követe. Tisza Kálmán miniszterelnök nagyapja.
Ő építtette a geszti kastélyt, amely attól fogva a Tiszák nagyváradi nemesi kúriájával együtt a család állandó lakóhelye volt.
1790-ben zászlótartó volt a nemesi bandériumban, majd 1790–1791-ben Bihar vármegye főjegyzője.
1809-ben táblabíró, és részt vett Bihar vármegye 1809. évi utolsó nemesi fölkelésében, amelyben „nem értvén a katonasághoz” nem vállalta a főstrázsamesterséget, az „ezeres-kapitány” utáni tisztséget. 1811-ben országgyűlési követ volt a pozsonyi országgyűlésben.
A császári és királyi kamarási címet 1815-ben kapta meg.
Fejedelmi háztartást vitt Nagyváradon és Geszten. Mecénásként járult hozzá 1794-ben a „magyar Jádzó Színnek megörökítésére”.

## Családja
Apja Tisza László (1710–1778) a családnak a török hódítás során elvett birtokaival kapcsolatos, a modenai herceg elleni 1759-ben indított hosszas perének megnyerését követően kapta meg Zaránd vármegyei birtokai helyett csere útján 1766-ban – több más birtokkal együtt – a Tisza család birtokát Geszten. Az 1766. augusztus 9-én kelt királyi adománylevél Geszt és Mező-Gyán helységek mellett Iklód, Mátéháza, Nagy- és Kis- Gyánté, Vátyon, Bogyiszlóháza, Kis-Geszt, Begécs, Kis-Radvány és Csegőd pusztákra terjedt ki. 1761-ben feleségül vette a gazdag bályoki Szénási Rebekát, akitől három fia született. A legkisebb gyerekkorában halt meg, másik gyereke Tisza István 30 éves korában öngyilkos lett Bécsben, és csak az 1765-ben született Lászlónak lettek utódai.
Az 1765-ben született ifjabb Tisza László 1796-ban házasodott össze Teleki Katalin grófnővel, akitől öt fia és négy lánya született: (Karolina, báró Egloffstoin Albertné, Lajos, József, Amália, báró Léderer Károly altábornagyné, Vilma báró Luzsénszky Pálné, Károly, Ferenc, Paulina és Imre). A fiúgyerekek közül egyedül maradt életben harmadik gyermekük, a későbbi miniszterelnök Tisza Kálmán apja, Tisza Lajos (1798–1856).